# WWE Saturday Morning Slam
WWE Saturday Morning Slam was een wekelijkse worstelshow die sinds 2012 door de WWE werd geproduceerd en traditioneel wekelijks op zaterdagochtend werd  uitgezonden door het Amerikaanse kabeltelevisienetwerk The CW.
De serie was bedoeld voor kinderen en bood profielen van WWE-supersterren aan en zond 1 of 2 exclusieve wedstrijden uit. De WWE gaf ook aandacht aan maatschappelijke thema's, ze organiseerde  verscheidene initiatieven zoals de "Be A Star", een anti-pestcampagne.
Het eerste seizoen startte op 25 augustus 2012 en eindigde op 11 mei 2013. Na een zomerpauze, zou het tweede seizoen startten in het najaar. Uiteindelijk besloot WWE om geen nieuw seizoen meer uit te zenden en het programma werd gestopt.

## Productie
| Functie               | Naam                       | Datum                          |
| --------------------- | -------------------------- | ------------------------------ |
| Gastheer              | Tony Dawson                | 25 augustus 2012 - 11 mei 2013 |
| Commentatoren         | Josh Mathews met een gast1 | 25 augustus 2012 - 11 mei 2013 |
| Ringaankondiger       | Tony Chimel                | 25 augustus 2012 - 11 mei 2013 |
| Backstage interviewer | Natalya                    | 25 augustus 2012 - 11 mei 2013 |

1De lijst van gastcommentatoren zijn Booker T, Daniel Bryan, Dolph Ziggler, Heath Slater, Kofi Kingston, The Miz, R-Truth, Santino Marella en William Regal.